# Polygala saxatilis
Polygala saxatilis är en jungfrulinsväxtart som beskrevs av René Louiche Desfontaines. Polygala saxatilis ingår i släktet jungfrulinssläktet, och familjen jungfrulinsväxter. Inga underarter finns listade i Catalogue of Life.